# Богослужение мирянским чином
Богослуже́ние миря́нским чи́ном (мирским, соборно-приходским, намного реже — бессвященническим, безсвященнословным) — христианское богослужение, совершаемое в отсутствие священника и без Евхаристии. По форме — обедница (не путать с обедней) — это собрание верующих с чтением молитв, пением христианских гимнов и чтением Священного Писания. Такие богослужения проводят сами миряне.

## История и география
Богослужение мирянским чином берёт начало в древности, когда монахи-анахореты редко принимали священный сан и для совершения Божественной литургии приглашали пресвитера либо приходили сами на общую службу в положенный день, удаляясь затем на остальные дни в келью или скит и совершая положенные по времени службы самостоятельно без иерея. В Древней Руси верующие собирались всей «домашней церковью» и прочитывали вечером — повечерие, а ранним утром — полунощницу. В России большое вынужденное распространение практика богослужений мирянским чином получила в среде старообрядцев-беспоповцев. В конце XVIII века на Русской Аляске алеутов и эскимосов крестили мирянским чином, позднее в начале XIX века мирянским чином служили колонисты в Троице-Никольской часовне Форта Росс, а в конце XIX века в канадской местности с русским названием Восток были организованы регулярные богослужения мирянским чином, которые пользовались большим успехом и даже посещались представителями иных христианских конфессий из близлежащих районов. Богослужение мирянским чином вынужденно практиковалось в годы советских репрессий против духовенства: христиане тайком собирались по домам или даже в лесах, в удалённых от центра деревнях; вдали от надзора атеистических властей верующие собирались в «неформальные» молитвенные дома на великие праздники и молились, составляя службу как могли. Особая необходимость в этом возникала в случае смерти кого-либо из жителей деревни, и тогда старушки прочитывали-пропевали чин отпевания, опуская священнические возгласы и молитвы. Нередко и в рабочих районах жилые и торговые муниципализированные дома сдавались в аренду под молитвенные дома; в одном, например, Горьковском крае насчитывалось до 1500 молитвенных домов. В советские годы широкое распространение получило катакомбное движение, в котором, можно полагать, мирянский чин имел не последнее значение в сохранении христианского благочестия. Актуальным оказалось мирянское служение и в первые постсоветские годы, когда священников было ещё мало.
Сейчас богослужение мирянским чином встречается на некоторых сельских приходах и городских. Потребность в мирянских богослужениях возникает и в сибирском регионе, где активна православная миссия: на Чукотке, в Якутии, Тыве. Иногда единоверцы вынуждены совершать службы мирским чином из-за малочисленности священников, владеющих старым обрядом.
Богослужение мирянским чином получило распространение в Эстонской православной церкви, Финляндской Православной Церкви, по крайней мере, до последнего времени практиковалось в Японской православной церкви, Китайской православной церкви, Русской православной церкви заграницей в США, Коста-Рике, Германии, Дании, Ирландии, Португалии, Пакистане, храмах Московского патриархата в Таиланде и Великобритании, Преображенском храме Антиохийского патриархата в Гватемале, в Камбодже, Вьетнаме, на Филиппинах, на Гавайях под юрисдикцией Православной церкви в Америке. Эта практика обнаруживается в Украинской православной церкви. Русские общины, которые молятся мирским чином, есть в Бразилии. На Филиппинах готовилось издание книги по богослужению мирянским чином на местном языке православным миссионерским обществом имени преподобного Серапиона Кожеезерского. Известны случаи проведения мирских служб в Антарктиде.
Мирянские службы могут проводиться непосредственно в храме, часовне (её название как раз и происходит из-за чтения службы часов), дома или в специально обустроенных для этого молитвенных домах, в специально отведённых помещениях, у придорожных киотов, у поклонных крестов, наконец, под открытым небом.
Церковные каноны указывают на необходимость крещения мирянским чином в экстремальных ситуациях. Существует чин литии, совершаемой мирянином дома и на кладбище.
Богослужение мирянским чином является школой для практикующих его. Оно повышает уровень литургической культуры и грамотности прихожан, глубже вовлекает их в богослужение, знакомит с порядком церковных служб и содержанием богослужебных книг. Практикование мирянских служб повышает уровень дисциплины прихожан в отсутствие священнослужителя и готовит их к различным случаям, когда священника рядом не окажется. Изучив на практике богослужение мирянским чином, легко уже проводить службы дома в кругу семьи (которая есть «малая церковь»), особенно, если кто-то из домочадцев тяжело болен или не может выехать из дома в храм по иным причинам. Поскольку структура чина такова, что служить им можно независимо от пола и возраста, то современным благочестивым христианам и поныне доступна старинная традиция привлекать к молитве за всю семью младшего ребёнка или же слабого здоровьем, пока остальные трудятся. Проведение мирянских служб может помочь родителям и учителям в воспитании детей в духе православия. В инославной и иноверной среде проведение служб мирянским чином помогает сохранять свою веру и связь с Церковью, ограждает от опасности сектантского или еретического влияния и, кроме того, позволяет помнить и почитать православные праздники и дни святых. Хотя совершение служб суточного круга мирянами, конечно, не является в уставном смысле полноценным, однако переносит акцент на читаемый и пропеваемый текст, и поэтому при внимательном и благоговейном совершении вполне может практиковаться к духовной пользе прихожан. Более того, здесь важно и то, что богослужение мирянским чином объединяет разрозненных православных людей в вере и любви к Православной церкви.
Проведение богослужения мирянским чином позволяет сплотить приход при выполнении важного богоугодного дела, например, несении трудового послушания или восстановления храма. Это способ воздать почтение заброшенным храмам, ожидающим своего восстановления, вернуть в них молитву и оживить в них богослужебную жизнь.
Помимо того, что оно является миссионерским средством, богослужение мирянским чином помогает решать катехизаторские задачи. Так, во многих исправительных учреждениях России служат мирянские богослужения, в которых активно участвуют осуждённые, что благотворно сказывается на их духовном росте и социализации. В службах участвуют и работники колоний. Есть прецеденты мирянских богослужений и при адаптации бывших заключённых.

## Подробнее о чине
Стоит выделять по отдельности богослужение, совершаемое монахами по «мирянскому чину», и собственно мирянское богослужение в миру. В первом случае иногда даже говорят о «монашеском чине», хотя по структуре это обычный мирянский чин. Так служили Серафим (Роуз) и Герман (Подмошенский) в Платине до того, как приняли иерейский сан. Так служат монахини в женских монастырях, когда отсутствует священник. Известно, что и преподобный Паисий Святогорец самостоятельно вычитывал службы дневного богослужебного круга.
К настоящему дню мирянский чин сохранился в двух формах — старообрядной и новообрядной. Отличие старообрядной формы состоит в том, что при ней служба идёт по дораскольным или единоверческим текстам.
Все службы суточного богослужебного круга из часослова могут читаться мирянским чином:
1. Полунощница (англ. Midnight Office)
2. Утреня (англ. Matins)
3. Часы обычные и пасхальные[137] (англ. Canonical Hours)
4. Почасия, или Междочасия (англ. Inter-Hours)
5. Изобразительны (англ. Typica), или Обедница
6. Вечерня (англ. Vespers)
7. Повечерие, или Павечерница (англ. Compline)

Вместо литургии мирянским чином служится изобразительны (греч. τυπικά), более правильный перевод — «уставные (чтения)», называемые также обедницей. Иные службы, доступные для совершения мирянином:
1. Акафист (англ. Akathist)
2. Канон (англ. Canon)
3. Лития (обычная[140] и пасхальная[141]), в том числе заупокойная[142] (англ. Lity)
4. Панихида[143] (англ. Memorial service)
5. Отпевание усопших[142] (очевидно, без разрешительной молитвы «Господь наш Иисус Христос, Божественною Своею благодатию, даром же и властию…»)
6. Парастас[144] (англ. Parastas)
7. Молебен (англ. Moleben, Service of intercession, Service of supplication)
8. Освящение жилища[142] (англ. House blessing)

Каждение при богослужении мирянским чином производится только ручной кадильницей — т. н. кацеей. Молитвы, которые по уставу должен произносить священник, опускаются. Возгласы священника («Благословен Бог наш…» и др.) заменяются на «За молитв святых отец наших…» или же «Молитвами святых отец…». Вместо «Господи, помилуй. (трижды) Благослови» мирянин читает «Господи, помилуй. (трижды) Господи, благослови». Все мирные/просительные, сугубые и малые ектении заменяются на «Господи, помилуй» 12, 40 и 3 раза, соответственно, за диаконские прошения на литии — 40, 30 и 50 раз, с прибавлением «Слава и Ныне» в конце, священнические возгласы — молитвой Иисусовой в форме множественного числа: «Господи, Иисусе Христе, Сыне Божий, помилуй нас». Все прокимны, «Бог Господь…», «Свят Господь Бог…», «Слава Показавшему нам свет…» — всё это сохраняется, так как в Типиконе предписывается возглашать их чтецу.
Для тех, кто по тем или иным причинам не смог принять участие в соборной службе, а также когда в домашних условиях невозможно хранить все специализированные богослужебные книги, или просто в силу неграмотности молящегося, в старом обряде существуют указания заменять церковную службу (полунощницу, утреню, часы с почасием и без почасия, вечерню) молитвами (Иисусовыми, Богородице и святым), или поклонами, или псалтырию — хотя это, вообще говоря, и не называют мирянским чином. Если поблизости нет храма или нет возможности пойти в церковь, следует молиться дважды в день чином «Дванадесяти псалмов» (как в праздники, так и на каждый день), что заменяет совершение дневного круга богослужения в храме — этот чин был принесён со Святой горы преподобным Досифеем, архимандритом Киево-Печерским.

## Распространение мирянского чина
В новейшее время на высшем уровне в Русской православной церкви необходимость более широкого распространения мирянского чина осознаётся, однако какое-либо окончательное решение до сих пор не выработано, хотя вопрос изредка поднимается. Так, в итоговом документе IV съезда епархиальных православных миссионеров (2010) было упомянуто о возможности совершения мирянами богослужений суточного круга: 
В тех приходах, в которых по тем или иным причинам невозможно совершение богослужения, возглавляемого священником, богослужебная жизнь чаще всего замирает. Участники предлагают подготовить комплекс рекомендаций по совершению мирянского богослужения (с последующим их одобрением на общецерковном уровне), призванных помочь грамотным мирянам в совершении богослужений на своих приходах.
На Архиерейском соборе 2011 года патриарх Кирилл отметил:
Закономерен вопрос о том, где взять священнослужителей для бо́льшего, чем сейчас, числа храмов… А если найдётся ответственный человек из местных жителей, кто сможет совершать службы, не требующие непременного участия священнослужителя: чтение изобразительных, канона, вечерни или утрени, с опущением молитвословий, произносимых священником, то это, несомненно, будет духовной поддержкой для людей, не имеющих возможности посещать храм, находящийся в отдалении от места проживания. Особенно это важно в тех регионах, в частности, дальневосточных, где активно действуют сектанты.
Комментируя предложение патриарха, настоятель Никольского храма на Берсеневке игумен Кирилл (Сахаров) сказал:
Неужели, наконец, действительно прозвучали эти слова? Долгожданные слова. Где-то в конце 90-х годов я подавал Владыке Сергию, нынешнему Митрополиту Воронежскому и Борисоглебскому, а тогда управляющему делами Московской Патриархии, докладную записку, в которой предлагал то же самое. Владыка сказал, что записку эту он передал на рассмотрение в Синод. Тогда никакого решения по тем предложениям, которые содержались в моей записке, принято не было… Как актуализируется церковная жизнь жителей десятков населённых пунктов, не имеющих ни храма, ни молитвенного дома, ни часовни, ни поклонного креста? Почти что никак. Ну могут они посмотреть трансляцию по телевидению на Рождество и Пасху, кто-то имеет возможность «Спас» посмотреть, но собственно церковной жизни-то нет. Вот что печально. А годы идут.
Значительный сдвиг произошёл в апреле 2020 года в связи с пандемией COVID-19, когда на официальном сайте РПЦ стали выкладывать последования богослужений Страстной седмицы и пасхального времени мирянским чином (причём в разделе «Документы», указывающем на официальный статус) в качестве благословения и рекомендации совершать его тем, кто из-за карантинных  мер лишён возможности участвовать в храмовой молитве.
В силу понятных причин мирской чин в ходу у неканонических юрисдикций, сект и маргинальных группировок, которые весьма продвинулись в его популяризации.

## Тексты служб мирянским чином
- Вечерня (Vespers): на русском, на английском
- Всенощное бдение (All-Night Vigil): на английском.
- Малое повечерие (Small Compline): на русском, на английском
- Великое повечерие (Great Compline): на английском
- Полунощница (Midnight Office): воскресная на русском, на английском.
- Утреня (Matins): на русском, на английском.
- Шестопсалмие (Six Psalms): на русском, на английском, ещё на английском.
- Часы (Hours): на русском — 1-й, 3-й, 6-й, на английском — 1st, 3rd and 6th, 9th.
- Обедница (Typika): на русском, ещё на русском, на английском, ещё на английском
- Лития (Lity): на русском — 1-й вариант, 2-й вариант, 3-й вариант, 4-й вариант, 5-й вариант, чин в пасхальный период.
- Панихида (Memorial service): на русском.

## Комментарии
1. ↑  Например, храм Воскресения Христова в посёлке Кожино[36], храм Илии Пророка посёлка Лесного[37][38] и Иоанно-Предтеченский храм в деревне Сумароково[39] Московской области, храм Василия Великого в деревне Хохряки Удмуртии[40], Тверская область[41], Архангельская область[42], Хабаровский край[43], Михайло-Архангельский храм в селе Малая Кема Приморского края[44]; известен случай на Камчатке[45], часовня Преподобного Серафима Саровского на острове Новая Земля[46], приход Святого Александра Невского в селе Валуевка Омской области[47], Крестовоздвиженская часовня на полярной станции Санникова[48][49][50]
2. ↑  Например, храм Праведного Иоанна Кронштадтского в городе Пестово Новгородской области[51], храм в честь Собора Новомучеников и Исповедников Российских в Приморске Ленинградской области[52], Введенский храм в  Мурманске[53], приход Святой Великомученицы Параскевы в Волгограде[54].